# Pseudosinella cavernarum
Pseudosinella cavernarum is een springstaartensoort uit de familie van de Entomobryidae. De wetenschappelijke naam van de soort is voor het eerst geldig gepubliceerd in 1893 door Moniez.